# BVG TDE 52
Bei den als TDE 52 beziehungsweise BDE 52 bezeichneten Fahrzeugen handelte es sich um einen Prototyp bestehend aus einem Trieb- sowie einem Beiwagen, der 1952 für die Berliner Straßenbahn konstruiert wurde.

## Geschichte
Bei dem 1952 bei LOWA in Werdau konstruierten Zug handelte es sich um den ersten Prototyp eines Großraumwagens für die Berliner Straßenbahn. Äußerlich orientierten sich die beiden Wagen am ET 50, der ebenfalls von LOWA konstruiert wurde. Der Triebwagen erhielt die Wagennummer 8001II, der Beiwagen die Nummer 3001II. Die Wagen hatten eine Länge über Blech von 14.590 mm bei einem Drehzapfenabstand von 6.700 mm, eine Breite von 2.500 mm und eine Höhe von 3.055 mm. Die Fußbodenhöhe lag bei 835 mm (Mitte). Der Wagen hatte drei Türen, die hintere Doppelfalttür (1320 mm breit, lichte Weite 1220 mm) verfügte über zwei Stufen (380, 350 mm), die mittlere Doppelfalttür bot drei Stufen (380, 230, 225 mm), vorn war eine einfachbreite Falttür (800 mm, lichte Weite 710 mm) mit zwei Stufen wie hinten vorhanden. Der Triebwagen war für 40 Sitzplätze, 56 Stehplätze und einen Schaffnersitz vorgesehen.
Mit 2,5 Metern war das Gespann rund 30 Zentimeter breiter als die anderen Berliner Fahrzeuge. Um einen Testeinsatz dennoch zu ermöglichen, wurde die Schmöckwitz-Grünauer Uferbahn entsprechend umgebaut, wobei die Gleise im Straßenplanum auseinandergerückt sowie eine Wendeschleife am S-Bahnhof Grünau eingerichtet wurde. Seit ihrer Auslieferung an die BVG-Ost am 30. November 1953 verkehrten sie ausschließlich auf der Linie 86E zwischen Grünau und Schmöckwitz. Der Einsatz der Großraumwagen währte auf Grund der zu großen Breite nicht allzu lang. Zudem waren die LOWA-Straßenbahnwagen aus Abkantprofilen gefertigt und generell nicht für eine lange Betriebsdauer ausgelegt, so dass die beiden Wagen kurze Zeit darauf abgestellt und schließlich 1969 verschrottet wurden.
Mit dem TDE 58 und TDE 61 wurde Ende der 1950er Jahre das Konzept des Großraumwagens in der DDR wieder aufgenommen.